# Ломница (Врапчиште)
Ломница (мкд. Ломница) је насеље у Северној Македонији, у северозападном делу државе. Ломница припада општини Врапчиште.

## Географија
Насеље Ломница је смештено у северозападном делу Северне Македоније. Државна граница са Србијом се налази 6 km западно од насеља. Од најближег већег града, Гостивара 20 km северно.
Ломница се налази у горњем делу историјске области Полог. Насеље је положено на источним падинама Шар-планине, које се пар километара западно спуштају у плодно и густо насељено Полошко поље. Надморска висина насеља је приближно 970 метара.
Клима у насељу је планинска због знатне надморске висине.

## Становништво
Ломница је према последњем попису из 2002. године имала 574 становника.
Претежно становништво у насељу су Албанци (99%).
Већинска вероисповест је ислам.